# Лукас Папалукас
Лукас Папалукас или капитан Румелиотис (на гръцки: Λουκάς Παπαλουκάς, καπετάν Ρουμελιώτης) е гръцки офицер, лейтенант и андартски капитан, деец на гръцката въоръжена пропаганда в Македония.

## Биография
Роден е в Драхмани, Фтиотида. Включва се в гръцката въоръжена пропаганда в Македония. В 1907 година става втори лейтенант в района на Гевгели, а в 1908 година става капитан на чета в Костур.
Участва в Балканската и в Междусъюзническата война и е един от първите летци доброволци. Умира в 1918 година в Дойран по време на Дойранската епопея през Първата световна война, в битката при Дойран.